# حفل توزيع جوائز الأوسكار الثامن والسبعون
حفل توزيع جوائز الأسكار الثامن والسبعون هو حفل وزعت فيه 78 جائزة أوسكار، وهو تكريم لأفضل أفلام عام 2005. وأجريت في 5 مارس 2006، في مسرح كوداك في هوليوود، كاليفورنيا. وكانت تستضيفه «ذا ديلي شو» والمضيف جون ستيوارت. وتغير تاريخ الحفل إلى شهر فبراير، وهذا بسبب دورة الألعاب الشتوية التي أقيمت بسنة 2006 في تورينو بإيطاليا.
وقد تم الإعلان عن المرشحين في 31 يناير في 05:38 توقيت المحيط الهادي (13:38 بالتوقيت العالمي) من قبل رئيس أكاديمية سد غانيس والممثلة ميرا سورفينو، في مسرح صامويل جولدن في مقر الأكاديمية في بيفرلي هيلز.
الدراما آنغ لي جبل بروكباك كان معظم الترشيحات من الأفلام لهذا العام، وتلقي ثمانية. تحطم بول هاغيس، جورج كلوني في ليلة سعيدة وحظا سعيدا، وروب مارشال مذكرات فتاة الجيشا حصل كل ستة ترشيحات.
وتذكرت الحفل العديد من المطلعين والنقاد الفيلم لتقديم الترشيحات المتمثلة في تمويل مستقل، والأفلام ميزانية منخفضة. وبالإضافة إلى ذلك، الموضوع من الأفلام المرشحة تركز على مواضيع مثيرة للجدل السياسي والاجتماعي، مثل العلاقات العرقية والعنصرية (تحطم)، والشذوذ الجنسي (جبل بروكباك، كابوت)، (بالإنجليزية: transexuality)‏(ترانس)، الماكارثية (ليلة سعيدة وحظا سعيدا) ومعاداة السامية والإرهاب (ميونيخ، سيريانا).
وقد أصبحت هذه السنة لاحظت ولا سيما بالنسبة للمفاجأة كبيرة لها في ذروة الاحتفال. بعد سلسلة انتصارات على العديد من الجوائز، وكان يحبذ بشدة بروكباك ماونتن للفوز في فئة أفضل فيلم، لكنها خسرت أمام الأعطال، وهو الفيلم الذي، على الرغم من الانتقادات اللاذعة التي وعلنا، جمعت عددا أقل من الجوائز السابقة طوال الموسم. اختتم الحفل الفيلمان مع كل ثلاث جوائز أوسكار.
كما كان هناك بعض الجدل طفيفة فيما يتعلق بترشيح الجنة الآن، وأفضل فيلم بلغة اجنبية.
يوم 18 فبراير 2006، في احتفال أقيم في فندق بيفرلي ويلشاير في بيفرلي هيلز، كاليفورنيا، حفل توزيع جوائز الأوسكار لإنجاز التقني وعرضت من قبل المضيف أجر راشيل ماك ادمز [1].

## وصلات خارجية
- حفل توزيع جوائز الأوسكار الثامن والسبعون على موقع IMDb (الإنجليزية)
- حفل توزيع جوائز الأوسكار الثامن والسبعون على موقع ميوزك برينز (الإنجليزية)